# Милош Еркић
Милош Еркић (Пожарница код Тузле, 1912 — Орлова пећина, Рожањ код Зворника 1946) је био потпоручник и командант Тузланске бригаде 58. мајевичког корпуса Југословенске војске у Отаџбини, у току Другог светског рата.

## Биографија

### Детињство и младост
Милош Еркић рођен је 1912. године у једној од имућнијих сеоских породица у Пожарници. Живео је у заједници са родитељима Луком и Цвијом, браћом Душаном, Радом и Стевом и сестром Драгицом. Породица је од старина била од Невесиња, с тим што је један део ове породице живио у Подгајевима код Живиница. Породица Луке Еркића је имала земљу у Тракиловићима и Гајевима у Пожарници, гдје им је била и кућа, док су у Барама имали другу кућу и још земље. Будућу четнички командант Милош Еркић завршио је четвероразредну основну школу и до почетка рата је радио као пословођа на пословима око бушења нафте у Барама. Године 1937. постао је члан четничке организације у Тузли и као њен припадник положио је заклетву да ће се у случају потребе до смрти борити „са вером у Бога за Краља и Отаџбину " за крст часни и слободу златну.

### Други светски рат
Као члана четничке организације под оптужбом да дели оружје и да спрема оружани отпор новоуспостављеној власти слугу немачких окупатора у НДХ, усташе су га више пута превентивно приводиле, али га је отац Лука за новац откупљивао. При задњем затварању Милоша су усташе тешко физички злостављали, и том приликом су му избили 10 зуба у горњој и 4 у доњој вилици, а од смрти га је спасао опет отац за велике паре, откупивши сина. Од ових догађаја Милош се више није појављивао пред властима НДХ. Лечен је тајно у шуми гдје му је долазио доктор из Тузле и гдје су му уесто избијених зуба стављени златни зуби. Када се видело да је намера новоуспостављене НДХ да изврши геноцид над Српским народом и да уз помоћ Немачке покуша да затре српске трагове у овом крају, Милош Еркић је приступио ораганизовању оружаног отпора овој намери. Створена је већа наоружана група која је у старту спречила покоље над Србима. У почетку још није долазило до диференцијације између устаника на четнике и партизане. Тада су у кућу Милоша Еркића долазили и комунистички прваци Иван Марковић Ирац,Фадил Јахић Шпанац, школски друг Ацо Петковић као и будући војвода Радивоје Керовић и други прваци.
Тако су овде четничком акцијом већ од јесени 1941. године Срби консолидовали своје редове и спречили су спровођење геноцида. Иако су били формално под влашћу НДХ имали су практично своју слободу и своје четничке органе власти, и спасили су се од уништења које им је та држава била спремила. Милош Еркић је постављен од стране Стевна Дамјановића Леке за команданта батаљона у Пожарници, а касније је добио унапријеђење и био је командант четничке бригаде која је обухватала српска села Пожарницу, Дубницу и Јегинов Луг. Учествовао је у низу догађаја на Мајевици којим је одбрањен Српски народ. За заслуге у рату и за спашавање Српског народа Милош Еркић је одликован од стране Краља и краљевске владе у Лондону, као што је то био случај и са другим истакнутим командантима и борцима. У бригади Милоша Еркића командант првог батаљона је био Петар Марјановић. 2 батаљона Остоја Васић, 3 батаљона је био Лазо Вујић, а четвртог батаљона Милорад Вујановић Баиџа. У непосредној близини пожарничких четника дјеловао је четнички командант Растошнице Војин Јосиповић.

### Смрт
Командант Милош Еркић је истрајавао до 1946. године. Боравио је на крају ове завршне епопеје на терену Рожња, Растошнице, Горњег Прибоја, Подгоре, Коњиковића и Пожарнице у пратњи поред осталих, Милорада Јовановића, Воје Симеуновића, Јове Симића, Неђе Тадића, Неђе Јовановића са Орловина у Подгори. Завршни чин се одиграо тако што је Данило Тојић из Потраши видио да је ту прошао Милош Еркић са пратњом и пријавио их је партизанским властима у Тузли. По траговима у снегу партизани су дошли до Рожња и ту Опколили Еркићеву јединицу у колиби у Орловој пећини. Ујутро је уследио напад и на лицу места је погинуо Неђо Тадић а рањен је Милош Јовановић. Остали су на челу са командантом успјели да се пробију кроз обруч и 100 м ниже од колибе Еркић је командовао да сви беже лево и убрзо су успели да умакну потери у гудурама Мајевице. Међутим сам командант Еркић је кренуо десно далеко опаснијим и тежим тереном и ту је на себе скренуо потеру, а након краће борбе био је опкољен. Тиме је учинио највише што један човјек може учинити за ближње. Потпуно опкољен од непријатеља, последљим метком, левом руком (јер је био леворук) пуцао је себи у слепоочницу. Партизани су му извадили 6 златних зуба, а 4 златна зуба у доњој вилици нису видели.

## Породица
Милошев брат Радо Еркић погинуо је 1943. године на Бусији у борбама са партизанима, а брат Стево је погинуо у Петковићима 1943 годне у борбама на Златову, док је трећи брат Душан погинуо још на почетку рата у једном обрачуну ножевима у Пожарници. Милошева супруга Стана је била упорна и храбра. Пронашла је тело свог мужа и сахранила га у породичном гробљу у Пожарници гдје му је син Војин подигао спомен 1972. године. Иза њега су остала два сина Војин и Стево, две кћерке Винка и Дивка.

## Знаменитости
Командант Еркић је био плав човек, омањег средњег раста, и цело време рата је носио дугу косу и браду, са неизбежном шубаром и народном ношњом.